# Osamu Sato (artiste)
Osamu Sato (佐藤 理, Satō Osamu), né le 14 avril 1960 à Kyoto au Japon, est un artiste numérique, photographe et compositeur japonais.

## Biographie
Osamu Sato naît le 14 avril 1960 au sein d'une famille d'artistes. Son père est un artiste multidisciplinaire et son grand-père est photographe. Après avoir terminé le lycée, il échoue à l'examen d'entrée à l'université et part vivre aux États-Unis. Il revient ensuite au Japon où il est finalement diplômé en photographie et diplômé en graphisme à l'université des arts de Kyoto Saga.
Il découvre la musique électronique avec Kraftwerk et Yellow Magic Orchestra, puis avec John Cage et Karlheinz Stockhausen. Il sort son premier album, Objectless, en 1983,. Son premier travail dans l'industrie du jeu vidéo, Eastern Mind: The Lost Souls of Tong-Nou, sort au Japon sur Mac OS Classic en 1994, et en Amérique du Nord sur Microsoft Windows l'année suivante. En 1998, il conçoit le jeu vidéo LSD: Dream Emulator sur PlayStation, qui deviendra plus tard son œuvre la plus connue à l'extérieur du Japon,.

## Œuvres

### Musique
- 1983 – Objectless
- 1994 – Transmigration
- 1995 – Equal
- 1998 – LSD & Remixes
- 2017 – Objectless (Classic Ambient Works and More)
- 2018 – All Things Must Be Equal
- 2018 – LSD Revamped

### Jeux vidéo
- 1994 – Eastern Mind: The Lost Souls of Tong-Nou
- 1995 – Chu-Teng
- 1997 – Rolypolys no Nanakorobiyaoki
- 1998 – LSD: Dream Emulator
- 1999 – Tokyo Wakusei Planetokio
- 2000 – Rhythm N Face

### Publications
- 1993 – The Art of Computer Design: A Black and White Approach